# Нестеров, Евгений Михайлович
Евге́ний Миха́йлович Не́стеров — советский и российский геолог и педагог. Кандидат геолого-минералогических наук, доктор педагогических наук, профессор.

## Биография
В 1975 году окончил ЛГУ имени А. А. Жданова.
В 1980 году защитил диссертацию на соискание учёной степени кандидата геолого-минералогических наук по теме «Глубинное строение надбазальтового отдела земной коры Зайсанской складчатой системы».
В 2005 году в РГПУ имени А. И. Герцена защитил диссертацию на соискание учёной степени доктора педагогических наук по теме «Система геологического образования в современном педагогическом университете» (специальность 13.00.08 — теория и методика профессионального образования (педагогические науки)). Научный консультант — академик РАО, доктор физико-математических наук, профессор Г. А. Бордовский. Официальные оппоненты — доктор педагогических наук, профессор Е. З. Власова, доктор педагогических наук, профессор Т. С. Комиссарова и доктор геолого-минералогических наук, профессор В. А. Прозоровский. Ведущая организация — Московский государственный областной университет.
Профессор и заведующий кафедрой геологии и геоэкологии факультета географии РГПУ имени А. И. Герцена.
Член диссертационного совета Д 212.199.28 РГПУ имени А. И. Герцена по защите диссертаций на соискание учёной степени кандидата наук и доктора наук по специальностом 13.00.02 — теория и методика обучения и воспитания (безопасность жизнедеятельности, уровни общего и профессионального образования; естествознание, уровни профессионального образования) (педагогические науки).

## Награды
- Заслуженный работник высшей школы Российской Федерации (2017)[5][6].

## Научные труды
Полную библиографию научных трудов см.

### Монографии
- Нестеров Е. М. Основы геологического образования: монография. — СПб.: Издательство РГПУ имени А. И. Герцена, 2004. — 131 с.
- Нестеров Е. М. Геология в естественнонаучном образовании: монография. — СПб.: Издательство РГПУ имени А. И. Герцена, 2004. — 148 с.
- Нестеров Е. М., Соломин В. П., Дзюба О. Ф. Природа Санкт-Петербурга. — СПб.: ТЕССА, 2006. — 156 с.

### Учебники и учебные пособия
- Лебедев С. В., Нестеров Е. М. Цифровая модель геоэкологической карты в ГИС ArcGIS: учебник по направлению "050100 — Педагогическое образование" / Российский гос. педагогический ун-т им. А. И. Герцена. — СПб.: Изд-во РГПУ им. А. И. Герцена, 2012. — 367 с. ISBN 978-5-8064-1811-2
- Нестеров Е. М., Синай М. Ю., Щерба В. А., Зарина Л. М. Геологический справочник: учебное пособие для студентов-бакалавров по направлениям "44.03.01 — Педагогическое образование", "05.03.02 — География", "05.03.06 — Экология и природопользование" / Министерство образования и науки Российской Федерации, Российский государственный педагогический университет им. А. И. Герцена. — СПб.: РГПУ им. А. И. Герцена, 2016. — 235 с. ISBN 978-5-8064-2315-4

### Статьи
на русском языке
- Моисеенко Ф. С., Нестеров Е. М. Металлогенетические связи месторожденией меди, свинца, цинка в Зайсанской складчатой системе // Вестник ЛГУ. — 1982. — № 24.
- Моисеенко Ф. С., Нестеров Е. М. Закономерности размещения полезных ископаемых Восточного Казахстана в связи с глубинным строением. // Вестник ЛГУ. — 1987. — № 24.
- Нестеров Е. М. Геолого-геофизическая модель земной коры Зайсанской складчатой системы // Вестник ЛГУ. — 1989. — № 18.
- Соломин В. П., Нестеров Е. М., Мосин В. Г., Схок Ван Чой Международная конференция "Геология в школе и вузе" // География в школе. — 2000 — № 1. — С. 92—94.
- Нестеров Е. М., Соломин В. П., Схок Ван Чой. О геологии, экскурсиях и системном мышлении // География в школе. — 2002. — № 7. — С. 31—38.
- Нестеров Е. М., Соломин В. П., Сухоруков В. Д. Актуальные проблемы геологии и географии // География в школе. — 2006. — № 1. — С. 78—79.
- Нестеров Е. М. Учебно-методический комплекс в системе наук о Земле: ресурсное обеспечение Архивная копия от 12 апреля 2019 на Wayback Machine // Вестник Герценовского университета. — 2007. — № 4 (42). — С. 57—58.
- Нестеров Е. М., Тимиргалеев А. И., Маслова Е. В. Оценка техногенного воздействия на городскую среду на основе изучения геохимии донных отложений // Известия высших учебных заведений. Северо-Кавказский регион. Серия: Естественные науки. — 2008. — № 2 (144). — С. 96—99.
- Нестеров Е. М., Зарина Л. М., Пискунова М. А. Мониторинг поведения тяжёлых металлов в снежном и почвенном покровах центральной части Санкт-Петербурга Архивная копия от 12 апреля 2019 на Wayback Machine // Вестник Московского государственного областного университета. Естественные науки. — 2009 — № 1. — С. 27—34.
- Нестеров Е. М., Тимиргалеев А. И., Дружинина А. А. Место магнетизма в теоретической геологии // Отечественная геология. — 2009. — № 2. — С. 72—78.
- Нестеров Е. М., Сухоруков В. Д. Страны Северной Европы (географические зарисовки) // География в школе. — 2010. — № 6. — С. 12—23.
- Кулькова М. А., Сапелко Т. В., Лудикова А. В., Кузнецов Д. Д., Субетто Д. А., Нестеров Е. М., Гусенцова Т. М., Сорокин П. Е. Палеогеография и археология стоянок неолита-раннего металла в устье реки Охты (Санкт-Петербург) // Известия Русского географического общества. — 2010. — Т. 142. —№ 6. — С. 13—31.
- Нестеров Е. М. Коммерческий аспект научно-исследовательской деятельности Архивная копия от 12 апреля 2019 на Wayback Machine // Вестник Герценовского университета. — 2010. — № 4 (78). — С. 54—55.
- Нестеров Е. М. Логика исследования в науке о Земле Архивная копия от 12 апреля 2019 на Wayback Machine // Вестник Герценовского университета. — 2011. — № 11 (97). — С. 40—51.
- Воронцова А. В., Нестеров Е. М. Геохимия снегового покрова в условиях городской среды Архивная копия от 12 апреля 2019 на Wayback Machine // Известия Российского государственного педагогического университета имени А. И. Герцена. — 2012. — № 147. — С. 125—132.
- Воронцова А. В., Нестеров Е. М. Геохимия твёрдой фракции снегового покрова Санкт-Петербурга Архивная копия от 12 апреля 2019 на Wayback Machine // Известия Российского государственного педагогического университета имени А. И. Герцена. — 2012. — № 153-2. — С. 46—52.
- Морозов Д. А., Нестеров Е. М. Палеоэкологические обстановки развития окружающей среды о. Валаам по данным геохимии озёрных отложений Архивная копия от 12 апреля 2019 на Wayback Machine // Известия Российского государственного педагогического университета имени А. И. Герцена. — 2012. — № 153-2. — С. 93—104.
- Мартынов В. Л., Нестеров Е. М., Снытко В. А. Географическая конференция в Тихвине (Ленинградская область) Архивная копия от 12 апреля 2019 на Wayback Machine // География и природные ресурсы. — 2012. — № 2. — С. 164.
- Кочубей О. В., Марков В. Е., Дзюба О. Ф., Нестеров Е. М. Реконструкции природных обстановок ландшафтов средне- и позднеголоценового времени на основе комплексного использования палинологического и геохимического методов Архивная копия от 12 апреля 2019 на Wayback Machine // Вестник Санкт-Петербургского университета. История. — 2012. — Т. 3. — № 2. — С. 13.
- Козловский А. С., Франк-Каменецкая О. В., Нестеров Е. М., Челибанов В. П. Методические подходы к оценке качества атмосферного воздуха в связи с его воздействием на памятники культурного и исторического наследия Архивная копия от 12 апреля 2019 на Wayback Machine // Известия Российского государственного педагогического университета имени А. И. Герцена. — 2013. — № 157. — С. 118—126.
- Нестеров Е. М., Сухоруков В. Д. Греция: опыт географического портретирования // География в школе. — 2013. — № 3. — С. 3—11.
- Верзилин Н. Н., Бобков А. А., Кулькова М. А., Нестеров Е. М., Нестерова Л. А., Мадянова Н. П. О возрасте и образовании современного расчленённого рельефа Кольского полуострова Архивная копия от 12 апреля 2019 на Wayback Machine // Вестник Санкт-Петербургского университета. Серия 7. Геология. География. — 2013. — № 2. — С. 79—93.
- Кулькова М. А., Лебедев С. В., Нестеров Е. М., Давыдочкина А. В. Радиоуглерод и тритий в водной системе Санкт-Петербургского региона Архивная копия от 12 апреля 2019 на Wayback Machine // Известия Российского государственного педагогического университета имени А. И. Герцена. — 2014. — № 165. — С. 93—98.
- Власов А. Д., Нестеров Е. М., Зеленская М. С. Особенности микробной колонизации гранита в моделируемых условиях Архивная копия от 12 апреля 2019 на Wayback Machine // Известия Российского государственного педагогического университета имени А. И. Герцена. — 2015. — № 173. — С. 132—136.
- Морозова М. А., Морозов Д. А., Филиппова В. О., Нестеров Е. М. Геохимия голоценовых отложений озёр степного Крыма Архивная копия от 12 апреля 2019 на Wayback Machine // Известия Российского государственного педагогического университета имени А. И. Герцена. — 2015. — № 176. — С. 118—123.
- Борсук О. А., Нестеров Е. М. Международная конференция "Геология в школе и вузе: науки о Земле и цивилизация" // География в школе. — 2018. — № 1. — С. 62—63.

на других языках
- Nesterov E. M. Geological education in old and new Russia // Journal of Geological Education. — 1993. — Vol. 41. № 5. — P. 497—500.
- Kulkova M., Nesterov E., Gusentzova T., Sorokin P., Sapelko T. Chronology of neolithic-early metal age sites at the okhta river mouth (Saint-Petersburg, Russia) // Radiocarbon[англ.]. — 2012. — Т. 54. — № 3-4. — P. 1049—1063.
- Kulkova M., Nesterov E., Sinai M., Mazurkevich A., Dolbunova E., Regert M., Mazuy A. Late neolitgic subsistence strategy and reservoir effects in 14C dating of artifacts at the pile-dwelling site Serteya II (NW Russia) // Radiocarbon[англ.]. — 2015. — Т. 57. — № 4. — P. 611—623.
- Vybornov A., Andreev K., Kulkova M., Nesterov E. Radiocarbon chronology of the neolithic in the Povolzhye (Russian Eastern Europe) // Documenta Praehistorica. — 2017. — Т. 44. — P. 224—239.

## Сценарии телепередач
на русском языке
- Нестеров Е. М. Что разрушает горы? Сценарий телепередачи. — Л.: Ленинградское телевидение, 1988. — 10 с.
- Нестеров Е. М. От чего зависит плодородие почв? Сценарий телепередачи. — Л.: Ленинградское телевидение, 1989. — 8 с.
- Нестеров Е. М. Что такое почва? Сценарий телепередачи. — Л.: Ленинградское телевидение, 1989. — 8 с.
- Нестеров Е. М. Вулканы. Сценарий телепередачи. — Л.: Ленинградское телевидение, 1989. — 16 с.
- Нестеров Е. М. Что лежит в земле без пользы? (Полезные ископаемые). Сценарий телепередачи. — Л.: Ленинградское телевидение, 1989. — 18 с.
- Нестеров Е. М. Звёздное небо. Сценарий телепередачи. — Л.: Ленинградское телевидение, 1990. — 17 с.
- Нестеров Е. М. Зачем охранять болота? Сценарий телепередачи. — Л.: Ленинградское телевидение, 1990. — 12 с.
- Нестеров Е. М. Симметрия окружающего мира. Сценарий телепередачи. — Л.: Ленинградское телевидение, 1994. — 14 с.

на других языках
- Nesterov E. M. O Que Fica na Terra sem utilidade? Argumento para um proramma // Portugal TV, 1990. — 7 p.
- Nesterov E. M. O mundo dos Minerais. Argumento para um proramma // Portugal TV, 1990. — 4 p.